# Anne Reibstein-Albrecht
Anne Reibstein-Albrecht (* 16. Juni 1890 in Erfurt; † 20. August 1972 in Berlin) war eine deutsche Malerin und Illustratorin.

## Leben und Werk
Anne Reibstein studierte von 1914 bis 1920 an der Hochschule für bildende Kunst Weimar. Dabei hielt sie sich zum Arbeiten u. a. 1915 auf Hiddensee auf.
Sie war verheiratet mit Ernst Oscar Albrecht, mit dem sie zum Berliner „Sturm“-Kreis um Herwarth Walden und zur Ausstellungsgruppe Die Abstrakten. Internationale Vereinigung der Expressionisten, Futuristen, Kubisten und Konstruktivisten gehörte, der u. a. auch Gerd Caden, Paul Fuhrmann, Carl Haacker, László Péri, Alice Lex-Nerlinger, Oskar Nerlinger und William Wauer angehörten und in der sie mit Hermann Anselment den „gegenständlichen Konstruktivismus“ verkörperte.
Nach dem Studium lebte sie mit ihrem Ehemann zunächst in Kampen auf Sylt, ab 1924 dann in verschiedenen Städten wie Berlin, Chemnitz und Rostock. Sie wirkte als freischaffende Künstlerin, vor allem als Malerin und Illustratorin. Sie benutzte auch das Pseudonym ARA.
Für den Berliner Verlag Williams & Co. entwarf sie Anfang der 1930er Jahre Buchumschläge zur Reihe Doktor Dolittle von Hugh Lofting. In einer Rezension zur Großen Berliner Kunstausstellung 1931 war zu lesen: „Ferner gibt es einiges Gutes … so die Hinterbliebenen von Anne-Reibstein Albrecht, die auf den Wegen von Werner Scholz wandelt.“

## Tafelbilder (Auswahl)
- Die Schwestern (1930)
- Die Hinterbliebenen (1931)
- Der Witwer (1931 auf der Großen Berliner Kunstausstellung)

## Ausstellungen (mutmaßlich unvollständig)
- 1923: Berlin, Galerie Der Sturm (mit Ernst Oscar Albrecht)[6]
- 1931: Berlin, Schloss Bellevue, Große Berliner Kunstausstellung